# Vòng xoay ảo
Vòng xoay ảo (tên gốc tiếng Anh: The Circle) là một phim điện ảnh viễn tưởng rùng rợn của Mỹ năm 2017 do James Ponsoldt đạo diễn với phần kịch bản được thực hiện bởi Ponsoldt và Dave Eggers, dựa theo cuốn tiểu thuyết The Circle của Eggers xuất bản năm 2013. Phim có sự tham gia của Emma Watson, Tom Hanks, John Boyega, Karen Gillan, Ellar Coltrane, Patton Oswalt, Glenne Headly và Bill Paxton. Đây là phim điện ảnh cuối cùng trong sự nghiệp của Bill Paxton sau khi ông qua đời vào tháng 2 năm 2017, đồng thời cũng là vai diễn thứ cuối của Glenne Headly trước khi bà mất vào tháng 6 năm 2017.
Vòng xoay ảo được công chiếu ra mắt tại Liên hoan phim Tribeca vào ngày 26 tháng 4 năm 2017 và được công chiếu rộng rãi vào ngày 28 tháng 4 năm 2017 bởi STX Entertainment. Tại Việt Nam, phim được khởi chiếu vào ngày 5 tháng 5 năm 2017. Phim chủ yếu nhận được các ý kiến đánh giá tiêu cực từ giới chuyên môn và đã thu về hơn 40 triệu USD toàn cầu, trở thành phim điện ảnh có doanh thu cao nhất trong sự nghiệp đạo diễn của Ponsoldt, tính tới năm 2017.

## Nội dung
Mae Holland là một nhân viên văn phòng có cuộc sống nhàm chán. Thông qua người bạn trung học Annie, cô được nhận vào The Circle, một tập đoàn công nghệ toàn cầu. Nhờ các chính sách "trong mơ" dành cho nhân viên, cũng như những bài phát biểu đầy cảm hứng của chủ tịch Eamon Bailey, Mae quyết tâm cống hiến toàn bộ sức lực cho tập đoàn và mau chóng trở thành một trong những quản lý cấp cao tại The Circle.
Khi SeeChange, một loại camera có kích thước chỉ bằng một chiếc khuy áo ra đời, cho phép người dùng công khai mọi hoạt động cá nhân từng giây, từng phút cho cả thế giới, đó cũng là lúc Mae khám phá ra những âm mưu đen tối của chính những con người mà mình thần tượng.

## Diễn viên
- Emma Watson vai Mae Holland[3]
- Tom Hanks vai Eamon Bailey
- John Boyega vai Ty Lafitte/Kalden[4]
- Karen Gillan vai Annie Allerton[5]
- Ellar Coltrane vai Mercer
- Patton Oswalt vai Tom Stenton[6]
- Bill Paxton vai Vinnie Holland[7]
- Glenne Headly vai Bonnie Holland
- Poorna Jagannathan vai Bác sĩ Jessica Villalobos
- Nate Corddry vai Dan
- Jimmy Wong vai Mitch
- Ellen Wong vai Renata
- Judy Reyes vai Nữ nghị sĩ Santos
- Andrea Brooks vai Sky

## Sản xuất

### Tuyển diễn viên
Ngày 15 tháng 12 năm 2014, trang Deadline đưa tin nam diễn viên Tom Hanks sẽ tham gia vào dự án phim chuyển thể từ cuốn tiểu thuyết năm 2013 The Circle của Dave Eggers, với James Ponsoldt chịu trách nhiệm đạo diễn và biên kịch. Tháng 1 năm 2015, THR xác nhận Anthony Bregman sẽ tham gia sản xuất bộ phim thông qua hãng sản xuất Likely Story, cùng với Ponsoldt, Hanks, và Gary Goetzman. Ngày 11 tháng 5 năm 2015, hãng Image Nation Abu Dhabi chính thức trở thành nhà tài chính của phim cùng với Walter Parkes và Laurie MacDonald, trong khi đó IM Global sẽ chịu trách nhiệm về mặt doanh số quốc tế. IM Global sau đó đã bán bản quyền phim cho một số nhà phân phối khác. Ngày 23 tháng 5 năm 2015, Deadline tiết lộ rằng các nhà sản xuất đã gửi lời đề nghị tới Emma Watson cho vai nữ chính. Ngày 24 tháng 6 năm 2015, Variety xác nhận rằng Watson sẽ chính thức vào vai nhân vật chính Mae Holland trong phim. Ngày 19 tháng 8 năm 2015, John Boyega được tuyển vào dàn diễn viên, vào ngày 1 tháng 9 năm 2015, Karen Gillan cũng được xác nhận sẽ tham gia bộ phim với vai Annie, một thành viên nồng hậu và thông minh của The Circle. Vào ngày 11 tháng 9 năm 2015, Patton Oswalt được xác nhận sẽ tham gia phim với vai diễn Tom Stenton, một trong ba nhà sáng lập của The Circle, và tới ngày 16 tháng 9 năm 2015, Bill Paxton tham gia dàn diễn viên với vai bố của Mae. Ngày 29 tháng 9 năm 2015, Ellar Coltrane tham gia dàn diễn viên với vai Mercer.

### Quay phim
Quá trình quay phim chính bắt đầu được diễn ra từ ngày 11 tháng 9 năm 2015 tại Los Angeles, California. Ngày 17 tháng 9 năm, phim được bấm máy tại Pasadena. Các cảnh quay lại được thực hiện vào tháng 1 năm 2017.

## Phát hành
Tháng 2 năm 2016, hãng EuropaCorp sở hữu quyền phân phối của Vòng xoay ảo tại Mỹ và Canada, và STX Entertainment cũng là nhà đồng phân phối. Vòng xoay ảo được ra mắt tại Liên hoan phim Tribeca vào ngày 26 tháng 4 năm 2017 và được công chiếu rộng rãi vào ngày 28 tháng 4 năm 2017. Tại Việt Nam, phim được khởi chiếu vào ngày 5 tháng 5 năm 2017. Phim được phát hành tại Vương quốc Anh vào ngày 4 tháng 7 năm 2017, dưới dạng phim nguyên bản của Netflix.

### Doanh thu phòng vé
Vòng xoay ảo thu về tổng cộng 20,5 triệu USD tại thị trường Mỹ và Canada, và 9,6 triệu USD tại các khu vực khác, nâng mức tổng doanh thu toàn cầu lên 30,1 triệu USD, so với mức kinh phí đầu tư 18 triệu USD.
Tại Bắc Mỹ, Vòng xoay ảo được công chiếu cùng thời điểm với How to Be a Latin Lover, Baahubali 2: The Conclusion và Sleight, và dự kiến sẽ thu về 10–12 triệu USD từ 3.163 rạp chiếu trong dịp cuối tuần phim ra mắt. Tuy nhiên, doanh thu của phim không được như mong đợi với 9 triệu USD ra mắt và xếp vị trí thứ năm, sau Fast & Furious 8, How to Be a Latin Lover, Baahubali 2: The Conclusion và Nhóc trùm.

### Đánh giá chuyên môn
Trên hệ thống tổng hợp kết quả đánh giá Rotten Tomatoes, phim nhận được 15% lượng đồng thuận dựa theo 101 bài đánh giá, với điểm trung bình là 4,1/10. Các chuyên gia của trang web nhất trí rằng, "Vòng xoay ảo tập hợp một dàn diễn viên ấn tượng, nhưng tác phẩm giật gân về công nghệ này lại chỉ đang quay một cách bâng quơ trên dòng thời gian." Trên trang Metacritic, phần phim đạt số điểm 43 trên 100, dựa trên 32 nhận xét, chủ yếu là những đánh giá trung bình hoặc hỗn tạp. Lượt bình chọn của khán giả trên trang thống kê CinemaScore cho phần phim điểm "D+" trên thang từ A+ đến F.
Dan Callahan từ The Wrap viết: "Vấn đề chính ở trong Vòng xoay ảo là mặt xấu của công ty công nghệ này được bày ra quá rõ ràng ngay từ đầu phim." Peter Travers của Rolling Stone thưởng cho bộ phim một trên bốn sao cùng lời tựa: "Vòng xoay ảo cho ta cảm giác đục xỉn, lôi thời và bạc sờn từ những tít báo của ngày hôm qua. Chúng cứ thế phẳng dần khi bạn xem nó." Cây viết Hạ Tuyết từ Zing.vn thì nhận xét, "Có sự tham gia của Emma Watson và Tom Hanks, Vòng xoay ảo sở hữu cốt truyện thời sự gây tò mò về mạng xã hội, nhưng chưa thể giải quyết được những mâu thuẫn trong phim triệt để."